# Voluntarismo (política)

El símbolo V de Voluntario gráfica un apretón de manos utilizando la combinación aurinegra del anarcocapitalismo y el voluntarismo, significando acuerdos pacíficos.

El Voluntarismo, Voluntarismo político o Voluntarismo Libertario, es una filosofía pacifista y política de que todas las formas de gobierno, asociación u organización social, en todas las escalas, deben ser voluntarias. Fundamentado en la teoría libertaria, el voluntarismo argumenta que al ser la asociación y el acuerdo voluntario (basado en la naturaleza jurídica del contrato como institución), la única forma legítima de organizar una sociedad, entonces debe existir un libre mercado de sistemas jurídicos, políticos y económicos, y debe aceptarse toda forma voluntaria de organización social o de Gobierno. El argumento voluntarista indica que, siempre que sea respetado el derecho individual de la propiedad de uno mismo, la no agresión, la propiedad privada, y la secesión, puede usarse cualquier medio encaminado a alcanzar una sociedad libre; en caso contrario el individuo estaría legitimado a la autodefensa. Los voluntaristas modernos piensan que al día de hoy las formas de gobierno coercitivas están directamente en contradicción con la posición voluntarista, y defienden la eliminación del aparato estatal, el monopolio de la violencia.
La filosofía voluntarista es rastreada relacionada al anarquismo individualista anglosajón. Históricamente el nombre "voluntarista" fue promovido en la política por Auberon Herbert, un discípulo del liberal manchesteriano Herbert Spencer y colaborador a la distancia del periódico anarquista Liberty, de Benjamin Tucker. Auberon Herbert (1838-1906) era un político inglés, y si bien nunca se consideró a sí mismo anarquista, fueron los anarcoindividualistas con quienes más intercambió criterios; Tucker diría de él "un anarquista en todo, menos en el nombre". Herbert consideraba que entender su postura como anarquía era un desacierto, puesto que incluso un régimen voluntario, fragmentado, descentralista, y no obligatorio, es de alguna forma un gobierno que mantiene el orden y la libertad alejados del crimen.
En la década de 1950 un grupo de anarcocapitalistas estadounidenses comenzó a denominarse de esta forma bajo una teoría similar, inspirados por Herbert, bajo la idea de la libertad de mercado para elegir entre sistemas de gobierno y modelos económicos distintos, o gobierno voluntario. Según Brian Doherty, esto se debía a que el término "anarquismo" causaba miedo y se lo asociaba a la violencia, incluso Murray Rothbard utilizó un tiempo ese concepto. A partir de la década de 1980 Carl Watner, Wendy McElroy y Robert LeFevre retoman el término con el mismo sentido clásico de gobiernos voluntarios, aunque le adicionaron una interpretación para la práctica política: la facción no-reformista o no-electoral libertaria que aboga por la desobediencia —punto de vista no necesariamente compartido por todos quienes se autodenominan voluntaristas—, puesto que otros sí favorecen participar de reformas políticas y elecciones como una forma de autodefensa no-violenta contra el monopolio de la violencia.